# San Pedro Garza García (kommun i Mexiko)
San Pedro Garza García är en kommun i Mexiko.   Den ligger i delstaten Nuevo León, i den centrala delen av landet, 700 km norr om huvudstaden Mexico City.
Följande samhällen finns i San Pedro Garza García:
- San Pedro Garza García